# Odysseus (Bruch)

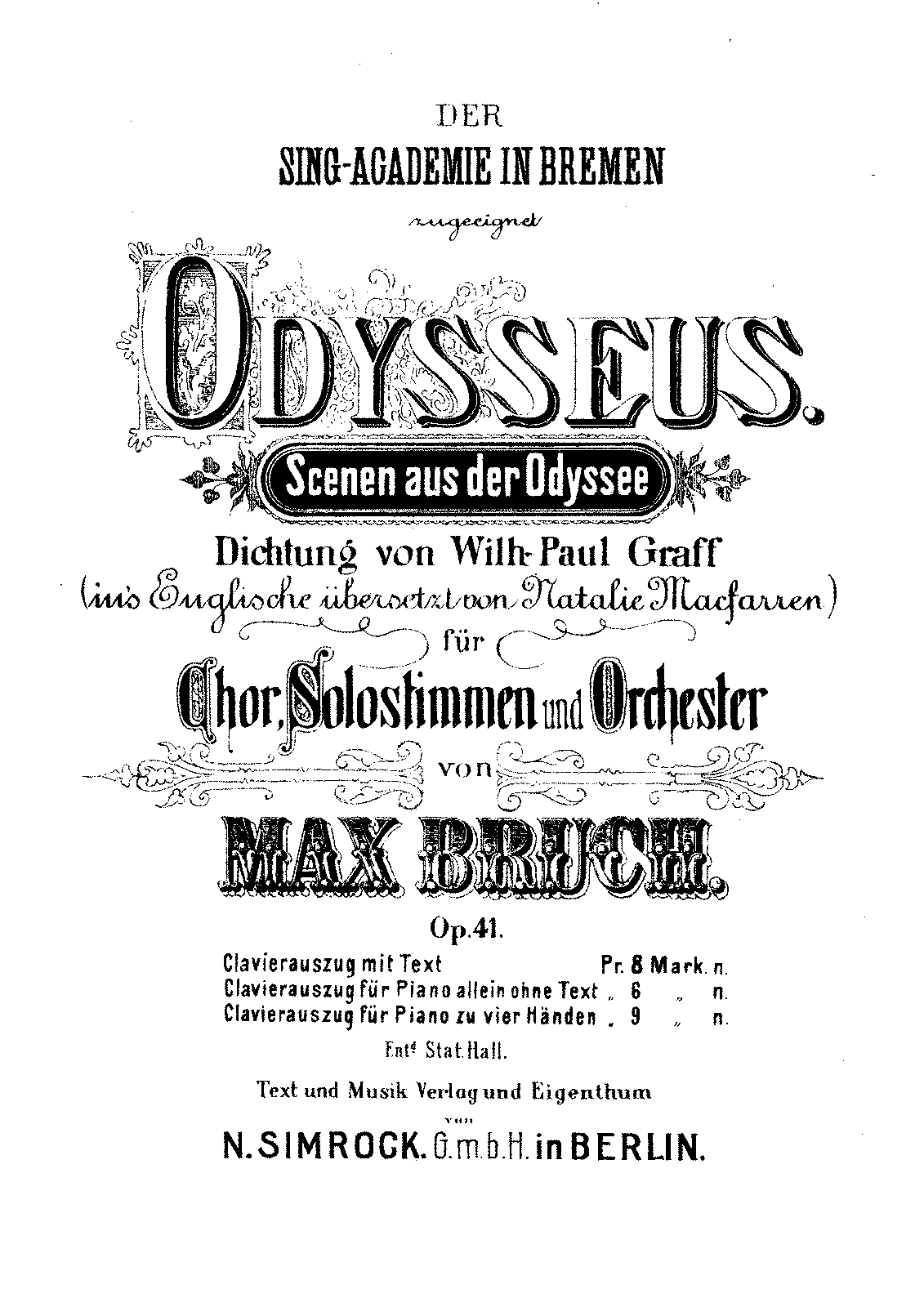
Titelseite des Odysseus

Odysseus op. 41, für gemischten Chor, Soli und Orchester ist ein Oratorium von Max Bruch. Es trägt den Untertitel Szenen aus der Odyssee und handelt von der Heimkehr des Odysseus nach Ithaka.

## Entstehung
Bruch begann im September 1871 mit der Arbeit am Odysseus, nachdem ihm die erste Idee dazu gekommen war. Der Dichter Wilhelm Paul Graff verfasste das Libretto. Im November 1872 war das Oratorium vollendet; es ist der Sing-Academie in Bremen gewidmet.
Sechs bis dahin vollendete Szenen wurden am 16. Mai 1872 von Carl Martin Reinthaler in Bremen aufgeführt. Bruch dirigierte die Uraufführung des kompletten Werks am 8. Februar 1873 in Barmen (Wuppertal). Der ursprünglich geplante Solist Julius Stockhausen musste durch Josef Bletzacher sowie die ursprünglich geplante Solistin Amalie Joachim (Ehefrau des mit Bruch befreundeten Geigers Joseph Joachim) durch Adele Graf ersetzt werden.

## Handlung

### Teil I
Odysseus findet sich auf der Insel der Kalypso. Er sehnt sich nach seiner Gattin, Königin Penelope und seiner Heimat Ithaka. Götterbote Hermes ermöglicht Odysseus, auf einem Floß vor Kalypsos Verlockungen zu fliehen.
Im Hades beklagt Odysseus mit seinen Gefährten das erlittene Schicksal und wird vom blinden Weisen Teiresias und der Geist seiner Mutter Antikleia gedrängt, die Flucht fortzusetzen. Mit Wachs in den Ohren entgehen die Männer dem Gesang der Sirenen.
Auf seinem Floß gerät Odysseus in einen von Poseidon entfachten Sturm, wird aber von Leukothea gerettet und landet auf der Insel der Phäaken.

### Teil II
Auf Ithaka betrauert Penelope den Verlust ihres Sohnes Telemachos, der sich auf die Suche nach seinem Vater Odysseus gemacht hat, und bittet die Götter, Odysseus sicher nach Hause zu führen.
Währenddessen sieht Odysseus Nausikaa, die Tochter des phäakischen Königs Alkinoos, und ihre Gefährtinnen tanzen und ist von ihrer Schönheit fasziniert. Nausikaa lädt ihn und seine Gefährten auf den Hof ihres Vaters ein. Während des Festessens enthüllt er seine Identität und erzählt vom bisher erlittenen Schicksal. Die Phäaker haben Mitleid ihm und stellen ihm ein Schiff für die Heimreise zur Verfügung.
Penelope singt in der Nacht, während sie ein Tuch aufreißt, an dem sie tagsüber gewoben hat; sie hatte versprochen, einen ihrer Freier zum Gatten zu nehmen, sobald das Tuch fertig ist. Währenddessen erreicht Odysseus Ithaka; während der schläft, bringen ihn die phäakischen Seeleute an Land. Zunächst erkennt er nicht, wo er ist. Göttin Athene versichert ihm, dass er zu Hause angekommen ist und erzählt ihm von Penelopes Freiern. Odysseus schwört Rache an den Freiern für ihre Belästigung Penelopes und die Entweihung des Tempels.
Es erklingt allgemeiner Jubel in Ithaka einschließlich eines zärtlichen Duetts zwischen Odysseus und Penelope.

## Wirkung
Odysseus begründete Bruchs Ruf auf ähnliche Weise wie sein Erstes Violinkonzert. In Bruchs Aufstellung der 42 Aufführungen des Oratoriums finden sich auch Städte wie New York, Manchester (geplant) und Liverpool. Die Aufführung in Liverpool trug dazu bei, dass Bruch im Jahr 1880 in Liverpool Nachfolger von Julius Benedict als Direktor der Royal Philharmonic Society wurde.
Trotz der Prophezeiung des Rezensenten Hermann Deiters in der Allgemeinen musikalischen Zeitung, die Popularität des Oratoriums würde für immer währen, hielt diese nur etwa bis zum Beginn des Ersten Weltkrieges.
Es kam zu Missstimmungen Bruchs gegenüber Ferdinand Hiller, da Bruch seinen ehemaligen Lehrer verdächtigte, eine Rezension des Odysseus in der Kölner Zeitung verhindert zu haben. Verleger Fritz Simrock konnte Bruch überreden, doch noch Hillers Einladung anzunehmen, das Werk bei der Kölner Aufführung am 27. Januar 1874 selbst zu dirigeren.